# Lopan
Der Lopan (ukrainisch und russisch Лопань) ist ein 96 km langer, linker Nebenfluss des Udy in Russland und der Ukraine. Der Fluss mit einem Einzugsgebiet von 2000 km² zählt zum Gewässersystem des Siwerskyj Donez.
| Quelle |

| Mündung |

| Siwerskyj Donez |

| Oblast Charkiw |

Der Lopan entspringt bei Wesjolaja Lopan (russisch Весёлая Лопань) in der russischen Oblast Belgorod, durchfließt anschließend die Siedlung städtischen Typs Oktjabrski (russisch Октябрьский) im Süden der Oblast und fließt daraufhin in die Ukraine. Dort durchfließt er die Siedlungen städtischen Typs Kosatscha Lopan und Slatyne, die Stadt Derhatschi und die SsT Mala Danyliwka im Norden der ukrainischen Oblast Charkiw. Im Zentrum der Stadt Charkiw nimmt er von links den Fluss Charkiw (ukrainisch Харків, 71 km Länge, Einzugsgebiet 1160 km²) auf und mündet im Süden der Stadt in den Udy.